# Toranj Sljeme
Toranj Sljeme radiotelevizijski je toranj na planini Medvednici, smješten na vrhu Sljemena. Nakon osamostaljenja Hrvatske vlasništvo nad njime dijelili su OiV i T-HT. Godine 2017. OiV preuzeli su HT-ov dio.
Toranj je izgrađen od armiranog betona i čelika, a radovi su počeli 1973. godine. Završen je i službeno pušten u rad na obljetnicu radija (50 godina) i televizije (20 godina) 1976. godine počevši odašiljati dva televizijska (tadašnji TVZ 1 i TVZ 2) i tri radijska programa (tadašnji Radio Zagreb 1, Radio Zagreb 2 i Radio Sljeme). Ukupno je visok 169 m, a visina s krovom je 92 m, dok je čelična antena visoka 77 m. Toranj je otvoren za posjetitelje, na razini od 81 m nalazi se kafić i iznad njega panoramska terasa. 
Grad Zagreb prepoznatljiv je po ovome tornju, jer se na ulazima u grad prvo pojavi toranj.
Dana 16. rujna 1991., za vrijeme Domovinskog rata, Zagreb je više puta napalo zrakoplovstvo JNA. Upravo je ovaj toranj bio često napadnut, u namjeri da Zagreb ostane bez praćenja programa HTV-a. Gađan je projektilima, te je bila oštećena HTV-ova oprema. Time je došlo do prekida emitiranja, no toranj je poslije popravljen i osposobljen.

## Povijest
Šesdesetih je godina 20. st. razvojni program tadašnje TVZ (Televizije Zagreb, današnje Hrvatske radiotelevizije) predvidio u našoj Republici 2. televizijski program. Najvažniji i najveći u tome bio je objekt "Sljeme". S druge strane razvojni je program tadašnjeg PTT-a (Pošta, telegraf, telefon, danas T-Hrvatski Telekom) predvidio tada izgradnju novih magistralnih radiorelejnih sustava. Krajnja RR stanica Zagreb locirana je na Sljemenu pa su stoga iz više razloga TVZ i PTT sagradili zajednički objekt "Sljeme". U tu svrhu bila su načinjena dva plana projekta. Prvi je plan projekta zadržao postojeći čelični rešetkasti stup s time da će se adaptirati u vidikovac. Na istoj je lokaciji predviđen nov čelični rešetkasti stup s pratećim objektima. Novi stup bi služio kao nosač antena i parabola TVZ-a i PTT-a. Drugi je projekt predložio sasvim drugo rješenje koje je primijenjeno na mnogo tornjeva u svijetu. Osnovna zamisao tog rješenja bila je da u tornju budu smještene sve pogonske i ostale prostorije te da se zrcalne antene nalaze na platformama, a ostale su antene obješene na čelični dio. TVZ i PTT prihvatili su gradnju prema drugom projektu tornja jer pruža suvremeno, funkcionalno i estetsko rješenje. Toranj je smješten blizu vrha Sljemena. Vrh Sljemena ima apsolutnu kotu od 1033 nm, a vrh tornja je na 1196 nm. Zbog svoje visine omogućen je veliki domet odašiljanja.
U ljeto 2019. krenula je energetska obnova tornja, što izvedbom vanjskih radova tako i uređenja unutrašnjosti. Ideja je da se prostori koji su se nekad koristili u pogonske svrhe prenamjeni u poluotvoreni pristup građanima kao i vidikovac te restoran na visini od 90 m. Očekuje se da bi završetak radova trebali biti završeni do kraja 2021. godine kad bi približno trebala biti završena i žičara.

## Emitirani programi
Televizijski toranj Sljeme emitira u analognom formatu šest radio stanica na FM području, jedan eksperimentalni multipleks digitalnog radija (DAB+) s dvanaest radio stanica, te četiri multipleksa digitalne zemaljske televizije. MUX M1 i MUX M2 emitiraju nacionalne i regionalne kanale, dok MUX C i MUX E emitiraju plaćene (paytv) kanale i uslugu EVOtv koja je kodirana Irdeto sustavom uvjetovanog pristupa. Usluga sadrži 56 TV programa.

### FM
| Frekvencija (MHz) | Program                         | RDS PS   | RDS PI | ERP (kW) | Dijagram zračenja kružno (ND) usmjereno (D)                         | Polarizacija vodoravna (H) okomita (V) |
| ----------------- | ------------------------------- | -------- | ------ | -------- | ------------------------------------------------------------------- | -------------------------------------- |
| 88,1              | Hrvatski radio - Radio Sljeme   | HRT-SLJE | C31C   | 5        | D (50°-90°) D (130°-140°) D (180°-200°) D (240°-250°) D (290°-310°) | H/V                                    |
| 89,7              | Antena Zagreb                   | _ANTENA_ | C30D   | 4,7      |                                                                     | H/V                                    |
| 92,1              | Prvi program Hrvatskoga radija  | HRT-HR_1 | C201   | 120      | ND                                                                  | H/V                                    |
| 98,5              | Drugi program Hrvatskoga radija | HRT-HR_2 | C202   | 120      | ND                                                                  | H/V                                    |
| 101,0             | Top Radio                       | TopRadio | C30E   | 120      | D (40°-330°)                                                        | H/V                                    |
| 103,5             | Hrvatski katolički radio        | _+_HKR_+ | C204   | 120      | ND                                                                  | H/V                                    |

### DAB+
| VHF Kanal | Frekvencija (MHz) | Multipleks       | Programi                                                                                                  | ERP (kW) | Dijagram zračenja kružno (ND) usmjereno (D) | Polarizacija vodoravna (H) okomita (V) |
| --------- | ----------------- | ---------------- | --- | -------- | ------------------------------------------- | -------------------------------------- |
| 11C       | 220,352           | OIV Croatia DAB+ | - HRT DAB-HR1 - HRT DAB-HR2 - EXTRA - Happy - CMC Radio - HRT DAB-HRKlasik - bravo! KIDS - HRT DAB-JUHUHU | 5        | ND                                          | H                                      |

### DVB-T2
- Obje mreže MUX M1 i MUX M2 emitiraju u DVB-T2 HEVC/H.265 tehnologiji.
- Obje mreže EVOtv emitiraju u DVB-T2 MPEG-4/H.264 tehnologiji.

|  | Kodirani programi sustavom Irdeto (EVOtv) |

| UHF kanal | Frekvencija (MHz) | Multipleks (ID mreže) | Programi u multipleksu (ID programa) | ERP (kW) | Dijagram zračenja kružno (ND) usmjereno (D) | Polarizacija horizontalna (H) vertikalna (V) | Modulacija         | FEC | Zaštitni interval | Bitrate (MBit/s) |  |
| --------- | ----------------- | --------------------- | --- | -------- | ------------------------------------------- | -------------------------------------------- | ------------------ | --- | ----------------- | ---------------- |  |
| 25        | 506               | MUX M1                | - HTV1 HD - HTV2 HD - RTL HD - NOVA TV HD - HTV3 HD - HTV4 HD - RTL 2 HD - Doma TV HD | 100      | D (100°-360°) (gušenje 10°-90°/7 dB)        | H                                            | 64-QAM (32K OFDM)  | 2/3 | 19/256            | 27,30            |  |
| 28        | 530               | EVOtv                 | - EVOtv info - PickboxTV - CNN - National Geographic - NatGeo Wild - Viasat Explore - Viasat History - Epic Drama - Doku TV HD - Viasat Nature HD - HBO HD - HBO2 HD - HBO3 HD - Cinemax - Cinemax 2 - Klasik - Viasat Kino - MGTV - RTL Living - Kino TV - CineStar 1 - STAR - STAR Life - M1 FILM - M1 GOLD | 50       | ND                                          | H                                            | 256-QAM (32K OFDM) | 2/3 | 19/256            | 36,52            |  |
| 40        | 626               | MUX M2                | - Sportska televizija HD - RTL KOCKICA HD - CMC HD - OTV HD - MrezaZG HD - Z1 HD | 100      | D (100°-360°) (gušenje 10°-90°/7 dB)        | H                                            | 256-QAM (32K OFDM) | 2/3 | 19/256            | 36,52            |  |
| 40        | 626               | MUX M2                | - MAXSport 1 - Arenasport 7 - Arenasport 8 - Arenasport 9 - Arenasport 10 - VividRed | 100      | D (100°-360°) (gušenje 10°-90°/7 dB)        | H                                            | 256-QAM (32K OFDM) | 2/3 | 19/256            | 36,52            |  |
| 48        | 690               | EVOtv                 | - Da Vinci - Laudato TV - CineStar 2 - CineStar Comedy and Family - CineStar Action and Thriller - CineStar Fantasy - STAR Crime - STAR Movies - Nicktoons - Toon kids - Baby TV - Disney Channel - Disney Junior - Nickelodeon - Nick Jr. - Arenasport 1 - Arenasport 2 - Arenasport 3 - Arenasport 4 - Arenasport 5 - Arenasport 6 - 24Kitchen - MTV - MTV 00s - DM Sat - Jugoton - RTL Crime - RTL Adria - RTL Passion - Vivid | 50       | ND                                          | H                                            | 256-QAM (32K OFDM) | 2/3 | 19/256            | 36,52            |  |

## Povijest emitiranja

### Analogno emitiranje PAL B/G
Stari način emitiranja koji se koristio od početka emitiranja televizije u Hrvatskoj (1956.). Ugašen je točno u podne 5. listopada 2010. Tablica dolje prikazuje parametre i programe koji su se u tom razdoblju emitirali preko Sljemena.
| Kanal | Frekvencija (MHz) | Program                                              | ERP (kW) | Dijagram zračenja kružno (ND) usmjereno (D) | Polarizacija vodoravna (H) okomita (V) |
| ----- | ----------------- | ---------------------------------------------------- | -------- | ------------------------------------------- | -------------------------------------- |
| 9     | 203,25            | HTV 1 (1976. – 2010.)                                | 100      | ND                                          | H                                      |
| 25    | 503,25            | Z3 (1988. – 1991.)                                   | 50       | ND                                          | H                                      |
| 25    | 503,25            | HTV 3 (1994. – 2004.) RTL Televizija (2004. – 2010.) | 1000     | ND                                          | H                                      |
| 28    | 527,25            | HTV 2 (1976. – 2010.)                                | 1000     | ND                                          | H                                      |
| 68    | 847,25            | OTV (1996. – 2000.) Nova TV (2000. – 2010.)          | 50       | D (90°-300°)                                | H                                      |

### Emitiranje u DVB-T-u
Gašenjem analognog emitiranja 2010. godine uvedeno je digitalno emitiranje (DVB-T/MPEG-2) koje se je koristilo točno deset godina. Ugašeno je točno u ponoć 3. studenoga 2020. Tablica dolje prikazuje parametre i multiplekse koji su se u tom razdoblju emitirali preko Sljemena.
| Kanal | Frekvencija (MHz) | Multiplex   | ERP (kW) | Dijagram zračenja kružno (ND) usmjereno (D) | Polarizacija vodoravna (H) okomita (V) |
| ----- | ----------------- | ----------- | -------- | ------------------------------------------- | -------------------------------------- |
| 25    | 506               | DVB-T MUX A | 100      | D (100°-360°)                               | H                                      |
| 42    | 642               | DVB-T MUX D | 50       | D (100°-360°) (gušenje 10°-90°/7 dB)        | H                                      |
| 48    | 690               | DVB-T MUX B | 100      | ND                                          | H                                      |